# Francesco Scarlatti
Francesco Scarlatti, italijanski baročni skladatelj in glasbenik, * 5. december 1666, † 1741.
Njegov brat je bolj znani skladatelj Domenico Scarlatti.